# Rehn-Meidner-Modell
Das Rehn-Meidner-Modell ist ein, nach den Gewerkschaftsökonomen der Forschungsabteilung des schwedischen Gewerkschaftsdachverbandes LO, Gösta Rehn und Rudolf Meidner 1951 entwickeltes gesamtwirtschaftliches Modell, welches auf dem Zusammenspiel einer strengen Fiskal-, einer solidarischen Lohn- und einer forcierten aktiven Arbeitsmarktpolitik beruht.
Durch die solidarische Lohnpolitik sollen unrentable Unternehmen aus dem Markt gedrängt werden, während profitable Unternehmen von den für sie vergleichsweise günstigen Lohnkosten profitierten. Die freigesetzten Arbeitnehmer seien mittels der aktiven Arbeitsmarktpolitik für neue Jobs zu qualifizieren und die Inflation müsse durch eine restriktive Fiskalpolitik kontrolliert werden.
Bis zum Ende der 1980er Jahre war Schweden das international wohl prominenteste Beispiel für einen sozialdemokratischen Weg zur Vollbeschäftigung. Dieses Ziel konnte auch während des schnellen Wachstums der Nachkriegszeit und der Wirtschaftskrisen der 1970er und 1980er Jahre aufrechterhalten werden. Die zentralen Inhalte der schwedischen Arbeitsmarktpolitik seit der Nachkriegszeit sind das Prinzip der Vollbeschäftigung, und die betriebene solidarische Lohnpolitik mit ihrer theoretischen Entsprechung im Rehn-Meidner-Modell.